# Rapides-des-Joachims
Rapides-des-Joachims es un municipio canadiense situado en la provincia de Quebec.

## Superficie
Rapides-des-Joachims tiene una superficie de 238,9 km².

## Demografía
En 2021, tenía 141 habitantes, una densidad poblacional de 0,6 hab./km², y 117 viviendas.